# 粗毛掌叶树
粗毛掌叶树（学名：Brassaiopsis hispida）为五加科罗伞属的植物。分布于锡金、不丹以及中国大陆的云南等地，生长于海拔1,400米至2,300米的地区，多生长在山谷密林下，目前尚未由人工引种栽培。

## 别名
粗毛柏那参（中国种子植物分类学、植物分类学报增刊）

## 种下等级
- Brassaiopsis hispida Seem.
- Pseudobrassaiopsis hispida (Seem.) R. N. Banerjee